# Tawaran
Tawaran is een bestuurslaag in het regentschap Tuban van de provincie Oost-Java, Indonesië. Tawaran telt 2981 inwoners (volkstelling 2010).